# Palzoquitipan
Palzoquitipan är en ort i Mexiko.   Den ligger i kommunen Cosautlán de Carvajal och delstaten Veracruz, i den sydöstra delen av landet, 220 km öster om huvudstaden Mexico City. Palzoquitipan ligger 1 371 meter över havet och antalet invånare är 250.
Terrängen runt Palzoquitipan är kuperad åt nordost, men åt sydväst är den bergig. Terrängen runt Palzoquitipan sluttar österut. Runt Palzoquitipan är det ganska glesbefolkat, med 38 invånare per kvadratkilometer. Närmaste större samhälle är Coatepec, 13,6 km nordost om Palzoquitipan. I omgivningarna runt Palzoquitipan växer i huvudsak städsegrön lövskog.